# 480
Năm 480 là một năm trong lịch Julius.